# Reine Formsache
Reine Formsache ist eine deutsche romantische Filmkomödie von Regisseur Ralf Huettner aus dem Jahr 2006.

## Handlung
Pola und Felix, einst glücklich verheiratet, haben sich auseinandergelebt und sich nun schon eine ganze Weile nicht gesehen. Dies ändert sich vorm Scheidungsgericht in Berlin. Da jedoch die Richterin kurz zuvor zusammenbricht, muss die Verhandlung vertagt werden. Felix glaubt an ein Zeichen und möchte Pola zurückgewinnen.
Felix wohnt bei Effi und Gustav, bei denen es in der Ehe auch gerade nicht so prächtig läuft und auch das Pärchen Ada und Wito hat seine Schwierigkeiten. Während Felix mit Ada schläft und Wito mit Pola, lernt auch Gustav eine neue Frau kennen, die ihm aber nur zeigt, dass er mit Effi doch die richtige Frau gewählt hat. Felix schlägt sich des Weiteren mit einer ehemaligen Geliebten und seinem paranoiden Vater herum, während Pola mit ihrem französischen Geliebten Hannibal glücklich scheint und sogar zu ihm nach Paris zieht. Zum Ende hin vertragen sich jedoch alle und auch Pola kehrt zu Felix zurück, nachdem diese gemeinsam Felix’ Vater zu Grabe getragen haben.

## Hintergrund
Die Dreharbeiten fanden von Juli bis September 2005 in Berlin, Hamburg und auf Rügen statt. Béla Jarzyk trat bei Reine Formsache erstmals als Produzent und Drehbuchautor auf. Er war in der Filmbranche zuvor als Mitbegründer der Agentur Players bekannt, die zahlreiche namhafte deutsche Schauspieler vertritt.

## Rezeption
Mit weniger als 55.000 Besuchern in Deutschland war Reine Formsache an den Kinokassen ein kommerzieller Misserfolg. Der Film erreichte Platz 52 in der Liste der erfolgreichsten deutschen Filme des Jahres 2006.

### Kritiken
film-dienst 8/2006: „Vergnügliche deutsche Screwball-Komödie, die inhaltlich zwar nicht besonders originell ist, aber durch eine solide Inszenierung, Dialogwitz, Situationskomik und überzeugende Darsteller bestens unterhält und mitunter poetische Kino-Momente generiert.“
Johannes von der Gathen/DPA schreibt unter den Stichworten „Flaches Drehbuch“, „Optik wie im Werbeclip“ und „Großartige Besetzung“: „Das Drehbuch von Béla Jarzyk und Ralf Huettner kommt trotz einiger schöner Momente viel zu formelhaft daher. Das sind letztlich alles nur Abziehbilder, die sich hier in einen wenig glaubwürdigen Beziehungskrieg stürzen. […] Ein grundsätzlich nicht unsympathisches Sechserpack, dessen amouröse Verrenkungen aber leider komplett uninteressant bleiben.“